# أكسيل عبادي
 في الأصل راقصة كلاسيكية، أكسيل عبادي ممثلة فرنسية ولدت في الجزائر العاصمة 30 جويلية 1951.

## تدريب
رقص الباليه
- 1961 - 1962 ليتل رات في أوبرا مرسيليا
- 1962 - 1967 مدرسة نيكول دريسكو للرقص الكلاسيكي
- 1967 حصل على لقب "Sujette" في أوبرا باريس بعد عمل رقص مع Maître Brieux، ثم اختار مهنة درامية

دراما
- 1964 - 1967 المعهد الوطني للفنون المسرحية في مرسيليا، الطبقة المسائية إيرين لامبيرتون
- 1967 - 1970 المعهد الوطني للفنون المسرحية في باريس، طالب رينيه سيمون وروبرت مانويل

## مسرح
- سرير أريكة، إخراج جاك أردوين
- خيط إلى مخلب، من إخراج جان روجي
- Truffaldin خادم اثنين من الماجستير، من إخراج ميشيل Galabru
- سخرية القدر، من إخراج دانيال كولاس
- 1971 : منزل زاز من تأليف غابي برويير، إخراج روبرت مانويل، مسرح الفنون الجميلة
- 1972 : كان والدي محقًا في ساشا جيتري، من إخراج بول ميوريس
- 1972 : هدية أديل لساشا جيتري، من إخراج جان لو بولان
- 1973 : الحقائق الأربعة لمارسيل آيم، من إخراج رينيه كليرمونت، مسرح الفنون المتنوعة
- 1973 : وردة للإفطار بقلم بيير باريليت وجان بيير غريدي وإخراج رينيه كليرمون ومسرح بوفيس باريسيان
- 1974 : وردة لتناول الإفطار بقلم بيير باريليت وجان بيير جريدي، من إخراج رينيه كليرمونت، مسرح ديزليستين
- 1976 : يتأرجح قلبي، من إخراج كلود نيكوت
- 1976 : لا تستمع إلى Mesdames de Sacha Guitry، من إخراج ميشيل رو، مسرح سان جورج
- 1978 : كان والدي على حق مع ساشا غيتري، من إخراج جان لوران كوش، مسرح هيبيروت
- 1979 : ثلاثة أسرّة تتسع لثمانية أشخاص من إعداد آلان أيكبورن، من إخراج بيير موندي
- 1981 : دومينو لمارسيل آتشارد وإخراج جان بيات ومسرح ماريني
- 1982 : كان والدي على حق بشأن ساشا غيتري، من إخراج جان ماير، مسرح ديزليستين
- 1983 : دون أديل من بيتر برميل وجان بيير غريدي، من إخراج جان بول Cisife
- 1986 : لا تستمع إلى Mesdames de Sacha Guitry، إخراج بيير موندي، مسرح القصر الملكي
- 1987 : ليس الأمر أن أغاثا جاك بيدوس، نظم رينيه كليرمونت، مسرح النهضة
- 1987 : Monsieur Masure من تأليف كلود ماجنير، إخراج ميشيل رو، مسرح دونو
- 1990 : توباز مارسيل باجنول، من إخراج فرانسيس بيرين
- 1990 : نعم يا رئيس جان باربييه، من إخراج جيرار سافوايان، مسرح الفنون الجميلة
- 1993 : توباز لمارسيل بانيول وإخراج فرانسيس بيرين ومسرح سيليزنز
- 1995 : The Jump of the Bed لـ راي كوني وجون تشابمان، من إخراج ريمون أكوافيفا
- 1995 : البويز في أذن جورج فيدو، إخراج جان كلود برايلي
- 1996 : أرشيبالد لجوليان فارت، من إخراج دانيال كولاس، مسرح الرياضيات
- 1998 : أرشيبالد لجوليان فارت، من إخراج المؤلف، مسرح الرياضيات
- 1999 : مفاجأة بيير سوفيل، من إخراج أنيك بلانشيتو، مسرح سان جورج
- 2004 : لقيط وسيم لبيير شيسنو، من إخراج جان لوك مورو، مسرح باريس
- 2005 : الكثير من جورج بيلر وإيفان فاركو، من إخراج جورج بيلر، بوبينو
- 2007 : جولة المحار ديدييه كارون، من إخراج المؤلف، مع جاك Balutin، جولة
- 2008 : محار ديدييه كارون، من إخراج المؤلف، مع جاك Balutin، مسرح Daunou
- 2009 : محار ديدييه كارون، من إخراج المؤلف، مع ديدييه كارون، مسرح دونو
- 2013 : جيجي دي كوليت وأنيتا لوس، إخراج ريتشارد جويدج، مسرح دونو

## موسيقي
- 1970 : Sweet Charity، من إخراج روبرت مانويل، وكوريغرافيا لبوب فوس مع كورين مارشان، وماجالي نويل، ودومينيك تيرمونت

## فيلموغرافيا

### السينما
- 1972 : متراس من Beguines بواسطة غي Casaril
- 1974 : موافق مدرب كلود الحيوية
- 1980 : المظلة التي أطلقها جيرار أوري
- 1982 : أبدا قبل حفل زفاف دانيال Ceccaldi
- 1996 : دواسة ناعمة لجابرييل أغيون
- 1998 : استنساخ فابيو كونفيرسي
- 1999 : Quasimodo of El Paris باتريك تيمسيت
- 2002 : سيدة تنظيف كلود بيري
- 2003 : القطع برتران بيلير
- 2004 : زواج مختلط من الكسندر أركادي
- 2005 : عيد ميلاد ديان كوريس
- 2007 : الرياح السيئة لستيفان ألجنون
- 2009 : الخيزران بواسطة ديدييه بوردون

## روابط خارجية
- أكسيل عبادي على موقع IMDb (الإنجليزية)
- أكسيل عبادي على موقع ألو سيني (الفرنسية)
- أكسيل عبادي على موقع أول موفي (الإنجليزية)
- أكسيل عبادي على موقع قاعدة بيانات الفيلم (الإنجليزية)
- أكسيل عبادي على موقع كينوبويسك (الروسية)